# Mammuttræ
Mammuttræet (Sequoiadendron giganteum, også kaldet kæmpetræ og kæmpefyr) er et stort stedsegrønt nåletræ med skælagtige nåle og en blød trævlet bark. Det hører til blandt verdens største træer med en gennemsnitlig højde på 50-85 meter. Det ældste træ var 3.500 år gammelt. Barken kan være op til 90 cm tyk nederst på stammen. Slægtsnavnet Sequoiadendron stammer fra navnet for cherokee-høvdingen Se-Quo-Yah (Sequoyah) og græsk dendron = træ .

## Beskrivelse
Koglerne er runde og aflange, 45-55 mm lange med en 3 cm lang skællet stilk. Tidligere hørte arten til taks-familien, men den plantefamilie er nu lagt sammen med Cypresfamilien.
Mammuttræet forveksles ofte med Rødtræ (Sequoia sempervirens), (Redwood, Rødved), som også er et stort træ, der vokser i Californien, men som er nøje knyttet til tågeskovene langs kysten.

## Udbredelse
Mammuttræet vokser i dag kun vildt på vestsiden af Sierra Nevada-bjergene i det centrale Californien. For fire millioner år siden (det var før istiderne) var træet udbredt over hele den nordlige halvkugle. De fleste Mammuttræer findes i små eller større, grove bevoksninger nær Yosemite National Park. Der findes også nogle få bevoksninger lidt længere mod nordvest.

## Tilbagegang
Mammuttræet synes at være langsomt på retræte, og mange bevoksninger har alt for få unge træer til at erstatte dem, som dør af ælde. Tilbagegangen skyldes, at træet ikke er skyggetålende nok til, at det kan vokse op i skyggen af de andre træer. Tilbagegangen kan være periodisk og vil måske afløses af en pludselig fremgang.
En anden forklaring på mammuttræets tilbagegang kan være, at den effektive bekæmpelse af alle skovbrande forhindrer, at skoven en gang imellem brænder af, så der kommer lys på skovbunden til gavn for de nye små mammuttræer. Mammuttræet har på grund af sin halve meter tykke bark større overlevelseschancer ved skovbrande end de andre træer, og selv om træet dør, så har det en reserve af små lette frø i koglerne.
En helt tredje forklaring er, at grænsen imellem skov og prærie var meget mere flydende i fortiden på grund af de mange store planteædere. I dag ligger grænsen imellem skov og prærie ved ca. 500 mm regn pr. år, men i fortiden var grænsen imellem skov og prærie mere diffus, da elefanter er stærke nok til at vælte mindre træer selv om træet er nået over dyrenes bidehøjde. Det er kun 13.000 år siden, at det moderne menneske kom til Amerika og begyndte udryddelsen af langhornede bisoner, mammutter, elefanter og mastodonter.

## Formering
Mammuttræer stiller meget små krav til jordbunden. Men kan bedst lide fuld sol. I en lysåben, hårdt græsset skov har mammuttræet den fordel frem for de andre træer, at det lever længere.

Såningen er dog vanskelig, fordi frøkvaliteten er meget ringe på grund af indavl, så de fleste frøplanter dør af svamp. Mammuttræets ufrodige frø virker dog tillokkende på insekter og mindre gnavere, som efter endt indtagelse omkommer[kilde mangler]. Frøene diffunderer nu, som havde Ridley Scott instrueret dem, gennem dyrenes epitelvæv, pels eller skal og nærmest borer sig ned i underlaget[kilde mangler], typisk en skovbund. Stiklingeformering er også vanskelig, fordi det er svært at få gang i en kraftig rodudvikling.

## Såning
Mammuttræets frø er næsten magen til frøene hos Rødtræ (Sequioa sempervirens), blot er mammuttræets frø lidt større og lysere. Mammuttræets frø er beskyttet af to spirehæmmede stoffer, et rødt stof og et brunlilla stof. Det røde stof kan fjernes ved først at skylle frøene i en sigte og dernæst at lægge dem i blød og skifte vandet, når det er blevet rødt, dvs. med ca. en halv times mellemrum. Det brun-lilla stof er lidt sværere at opløse og kræver, at vandet skiftes en gang om dagen i en uges tid, indtil vandet ikke længere får en lilla tone. Derefter er frøene klar til at så. Man kan godt så dem uden udblødning, men det giver dårligt resultat, da frøene så vil spire ujævnt.
Det er bedst at så tyndt i bakker, fordi de spiredygtige frø har det med at klumpe. Frøene dækkes med 2-3 cm fint grus, så frøene er beskyttet mod udtørring. Gruset dækkes af et tyndt lag letklinker eller småsten, for at gruset ikke skal skorpe. Det kan være nødvendigt at gå bakkerne efter hver dag for at vende kimrødderne ned i jorden med en lille pind, hvis man ikke har sået frøene dybt nok.
Advarsel: dæk aldrig over med plastik! Plastikfolie drukner planterne. Ikke blot ligger frøene så dybt, at de ikke tørrer ud, men kimplanterne tåler ikke høj luftfugtighed, for så rådner de. Kimplanterne er nødt til at kunne fordampe vand fra nålene, for at saften kan bevæge sig rundt i planten.
Når kimplanterne har fået deres anden krans af nåle, er de forveddet og kan pottes. Der er ingen rodhår på rødderne, så man behøver ikke beskytte dem imod udtøring. Mange små mammuttræer har kun een eneste lang, tynd, brun, trådagtig rod med tyk hvid rodspids, som når ned i dybden. Hvis roden knækker, vil planten normalt dø, så derfor er det bedst at dyrke træerne i potter og plante dem ud, inden de bliver 25 cm høje. Det er uoverkommeligt at grave et 2,5 m dybt hul, hvis den 25 cm høje plante har så lang en rod. I stedet graver man så dybt, at man ikke får urterødder med op, dog mindst 60 cm dybt, den overskydende rod fjerner man ved at klippe den af med en ren saks. Bare roden er rettet ud i dybden, så gør det ikke noget, at græsset er meget højre end planten.
Syge planter må kasseres med hård hånd, da de syge planter aldrig bliver rigtigt raske. Normalt overlever kun 1 % de første år. Jorden omkring små planter bør holdes frostfri ved dækning med flis, halm eller kvas.

## Dyrkning i Danmark
Det er muligt at dyrke mammuttræ i Danmark. For eksempel findes eksemplarer i Knuthenborg Safaripark, ved Rosenhaven i Valbyparken i København, et ved Augustenborg Slot samt et lige syd for Valdemars Slot på Tåsinge. Det har desuden været solgt på planteskoler som alm. havetræ i mange år, og står derfor i mange haver over hele landet.